# Каневский, Аминадав Моисеевич
Аминада́в Моисе́евич Кане́вский (17 [29] марта 1898, Елисаветград — 14 июня 1976, Москва) — советский художник-график, иллюстратор. Академик АХ СССР (1973; член-корреспондент 1966). Народный художник СССР (1973).

## Биография
Родился в еврейской семье. Учёба в гимназии родителям будущего художника была не по карману, и с 12 лет он подрабатывал помощником фотографа, посыльным, подсобником на заводе в Екатеринославе, у кустаря-игрушечника выпиливал и раскрашивал фанерных зверей и птиц.
В январе 1917 года был призван на воинскую службу в царскую армию на фронт Первой мировой войны, летом того же года вернулся. В 1920 году ушёл добровольцем в Красную армию.
Всегда и везде рисовал, поэтому в 1921 году из воинской части был командирован учиться на рабфак при ВХУТЕМАСе и в 1924 году по окончании рабфака был принят на графический факультет ВХУТЕИНа. Учился у Н. Н. Купреянова, П. Я. Павлинова, В. А. Фаворского, Д. С. Моора. Первые рисунки появились в печати в журнале «Безбожник у станка».
Плакатист в издательствах «Изогиз», «Плакат» (с 1924), художник-карикатурист и иллюстратор в журналах «Печатник», «Прожектор», «Даёшь», «Крокодил» (с 1936 постоянно), «Пионер», «Мурзилка», газете «Комсомольская правда», издательствах «Художественная литература», «Детгиз» и др.
Состоял членом Ассоциации художников революционной России (1924—1930), Объединения работников революционного плаката (1931—1932).
Автор иллюстраций к детским книгам «Золотой ключик» А. Н. Толстого (1942—1943, 1950), «Мойдодыр» К. И. Чуковского (1950), к произведениям М. Е. Салтыкова-Щедрина, Н. В. Гоголя, В. В. Маяковского, также карикатур и сатирических плакатов.
В 1937 году создал ставший известным в СССР образ Мурзилки — жёлтого пушистого персонажа в красном берете, с шарфом и фотоаппаратом через плечо, для советского детского журнала «Мурзилка»
Известен как акварельный пейзажист и портретист. С 1950-х годов перешёл от работы пером к технике чёрной (а затем и цветной) акварели.
Автор статей по вопросам искусства в периодических изданиях, а также очерка «Автобиография» (в кн. «Советские художники», т. I. Живописцы и графики. М., 1937).
Член Союза художников СССР (с 1932). Член Правления МОСХ (1956—1976).
Умер 14 июня 1976 года в Москве. Похоронен на Головинском кладбище.

## Награды и звания
- Заслуженный деятель искусств РСФСР (1945)
- Народный художник РСФСР (1966)
- Народный художник СССР (1973)
- Орден Трудового Красного Знамени
- Большая Серебряная медаль Международной выставки искусства книги в Лейпциге (1959)
- Серебряная и Золотая медали Академии художеств СССР (1969)
- Дипломы на Всесоюзных конкурсах «Лучшая книга года» (1961, 1976).

## Избранные произведения

Одна из самых известных работ Каневского — оформление сказки А. Н. Толстого «Золотой ключик, или Приключения Буратино» (издание 1950 года)

- 1930 — М. А. Гершензон. Конвейер лжи; Б. А. Ивантер. Большевистский рапорт.
- 1931 — А. Аросев. Свинья и Петька.
- 1933 — Я. Нисневич. Война.
- 1934 — А. Л. и П. С. Барто. Девочка-рёвушка (варианты — 1935,1954,1956); А. Л. Барто. Мальчик-наоборот (вариант — 1936).
- 1935 — М. Е. Салтыков-Щедрин «Помпадуры и помпадурши»; М. А. Гершензон. Всезнайкины загадки.
- 1936 — С. В. Михалков. Дядя Стёпа; А. С. Пушкин. Сказка о попе и о работнике его Балде (варианты — 1949 и 1950; переизд. — 1955, 1958, 1959), В. В. Маяковский. Избранные стихи (переизд. — 1956).
- 1939 — М. Е. Салтыков-Щедрин. За рубежом.
- 1940 — К. И. Чуковский. Так и не так.
- 1943 — А. Н. Толстой. Золотой ключик, или Приключения Буратино (варианты — 1950; переизд. — 1946, 1948, 1963, 1971 1983 и др.); А. П. Чехов. Лошадиная фамилия; К. И. Чуковский. Чудо-дерево (переизд. — 1948).
- 1944 — В. П. Катаев. Бочка; А. Т. Твардовский Василий Тёркин; К. И. Чуковский. Мойдодыр (переизд. — 1950, 1960, 1962, 1964, 1966, 1977, 1982 и др.), И. А. Крылов. Басни; Н. В. Гоголь. Повести.
- 1945 — А. Л. Барто. О чём пели птицы; К. И. Чуковский. Тараканище (варианты — 1953, 1964).
- 1946 — С. В. Михалков. «Басни» (переизд. — 1952, вариант — 1976); Н. В. Гоголь «Вечера на хуторе близ Диканьки» (варианты — 1947, 1954, 1966).
- 1947 — А. П. Чехов. Весёлые рассказы; Н. В. Гоголь. Повесть о том, как поссорился Иван Иванович с Иваном Никифоровичем (варианты — 1950, 1952).
- 1952 — Н. В. Гоголь. Миргород.
- 1953 — Н. Н. Носов. Прятки.
- 1954 — А. Л. Барто. Дедушкина внучка (переизд. — 1959).
- 1955 — С. Я. Маршак. Кошкин дом.
- 1956 — С. Я. Маршак. Вот какой рассеянный (варианты — 1957, 1959, 1960).
- 1960 — С. Я. Маршак. Вакса-Клякса (переизд. — 1969); Е. Я. Тараховская. Луна и лентяй.
- 1961 — А. Л. Барто. Сломанная табуретка; К. И. Чуковский Сказки.
- 1964 — В. В. Маяковский. Сатира (переизд. — 1969); С. В. Михалков. Облака; С. Я. Маршак. Сатирические стихи.
- 1968 — А. Л. Барто. Леночка с букетом (переизд. — 1981).
- 1970 — Н. Н. Носов. Витя Малеев в школе и дома; С. В. Михалков. Вчера, сегодня, завтра…
- 1973 — Н. Н. Носов. Весёлая семейка (переизд. —1975).
- 1976 — С. В. Михалков. Вчера, сегодня, завтра…